# Lusehøj
Lusehøj er den største kendte gravhøj fra yngre bronzealder, oprindelig ca. 8 meter høj og 40 meter i tværmål. Gravhøjen, der ligger på Sydvestfyn i Assens Kommune, rummede to af de rigeste grave, der er fundet fra den sene bronzealder.
Gravene rummede en stenkiste med bl.a. en hamret bronzespand og to drikkeskåle samt en brandgrube med rester af mandsudstyr og bronzebeslag, der muligvis stammer fra en vogn. Lusehøj ligger i en højgruppe, hvor også nogle af nabohøjene udmærker sig ved deres størrelse.I Lusehøjs nærmeste omgivelser er også fundet flere guldringe og grave end noget andet sted i Sydskandinavien. I samme tidsperiode som Lusehøj findes der lignende stormandsgrave i bl.a. Nordtyskland. Sandsynligvis vidner de om lokale stammehøvdinge der havde nået en position, der rakte langt ud over det almindelige i yngre bronzealder.